# Rappani Chaliłow
Rappani Chaliłow lub Rabbani Chaliłow (ur. 1969 w Bujnaksku, zm. 17 września 2007 we wsi Nowyj Sułak koło Kyzył-jurtu) – dagestański bojownik, generał brygady, komendant Frontu Dagestańskiego, oskarżany przez Rosjan o terroryzm. 
Według strony rosyjskiej był organizatorem zamachu bombowego na dom mieszkalny w swoim rodzinnym mieście w 1999 r. Zamach ten oraz podobne do których doszło w tym okresie w Moskwie i Wołgodońsku posłużyły władzom rosyjskim za pretekst do interwencji zbrojnej w Czeczenii i wybuchu ostatniej z wojen kaukaskich. Był podkomendnym osławionego Szamila Basajewa, popierając powstanie ogólnokaukaskie. Zorganizował własny oddział liczący ponad stu bojowników pochodzących przede wszystkim z Dagestanu  którym kierował podczas walk w Czeczenii, a następnie od 2002 r., w Dagestanie tworząc tam tak zwany Front Dagestański. Był współzałożycielem partii Szarijat którą kierował od lipca 2005 r., po śmierci w strzelaninie z siłami rosyjskimi dotychczasowego lidera Rasula Makaszaripowa.  
24 września 2006 r. został mianowany przez prezydenta Czeczeńskiej Republiki Iczkerii – Doku Umarowa, generałem brygady i wyznaczony na naczelnego komendanta Frontu Dagestańskiego. Według strony rosyjskiej ostatnią akcją zbrojną zorganizowaną przez Chaliłowa był zamach bombowy do którego doszło w tym samym roku w Bujnacku w wyniku którego został ranny Adilgirej Mohammed Tagirow – minister policji Dagestanu. 
Zginął 17 września 2007 r., w wyniku akcji specjalnej sił  FSB i MSW na przedmieściach Kyzył-jurty, około 50 km od stolicy Dagestanu – Machaczkały. Rosjanie poinformowani przez konfidentów gdzie przebywa dwu bojowników otoczyli 16 września wieczorem, dom gdzie ukrywał się Chaliłow i jego zastępca Nabi Nabijew. Wymiana ognia trwała całą noc, a nad ranem dom w którym ukrywali się bojownicy oraz dwa sąsiednie zostały zrównane z ziemią przez ściągnięty na miejsce czołg i dwa wozy pancerne. Bojownicy zginęli pod gruzami. Według informacji podanych przez Agencje Interfax, w czasie akcji zginął także jeden milicjant. Rappani Chaliłow uznawany był za jednego z najważniejszych liderów partyzantki niepodległościowej na Kaukazie, a FSB oskarżała go między innymi o ścisłe powiązania finansowe z terroryzmem międzynarodowym.